# Saint-Nolff
Saint-Nolff [sɛ̃nɔlf]  est une commune française située dans le département du Morbihan en région Bretagne.

## Toponymie
Le nom en breton de la commune est Senolf.
Le nom de la localité est attesté sous la forme latine Santus Majolus en 1374, sous la forme Saint Molff en 1421.
L'étymologie de la commune répond à trois hypothèses :
1. le nom serait issu de saint Mayeul[3], le quatrième abbé de Cluny, né vers 910 et mort en 994 ;
2. le nom serait issu d'un saint local, Molo, qui aurait vécu au VIe siècle[4] ;
3. le nom proviendrait de saint Menulphe[réf. nécessaire].

## Géographie
Saint-Nolff fait partie du Parc naturel régional du golfe du Morbihan.
La commune, parfois surnommée « Petite suisse bretonne »[réf. nécessaire], est boisée et possède un certain relief.
Ses habitants sont les Nolféens et Nolféennes.
De nombreux espaces naturels et agricoles séparent les villages environnants, dans un contexte localement bocager mais la commune connaît le problème d'une périurbanisation par mitage résidentiel, avec une pression démographique et foncière forte due à la proximité de la ville de Vannes.
Elle est traversée par un petit cours d'eau, le ruisseau de Condat, qui est bordé de plusieurs étangs, dont l'un jouxtant un terrain de football est intégré dans un espace de loisir et ouvert (à certaines conditions) à la pêche.

### Situation
Saint-Nolff fait partie du canton d'Elven dans l'arrondissement de Vannes situé dans le Morbihan en Bretagne.

### Hydrographie
Pour un article plus général, voir Réseau hydrographique du Morbihan.
La commune est située dans le bassin Loire-Bretagne. Elle est drainée par le ruisseau de liziec, le Kerbiler, la Bizolle, le ruisseau de Talhouët et divers autres petits cours d'eau,.
Le ruisseau de Liziec, d'une longueur de 21 km, prend sa source dans la commune de Elven et se jette  dans le golfe du Morbihan à Theix-Noyalo, après avoir traversé huit communes. 

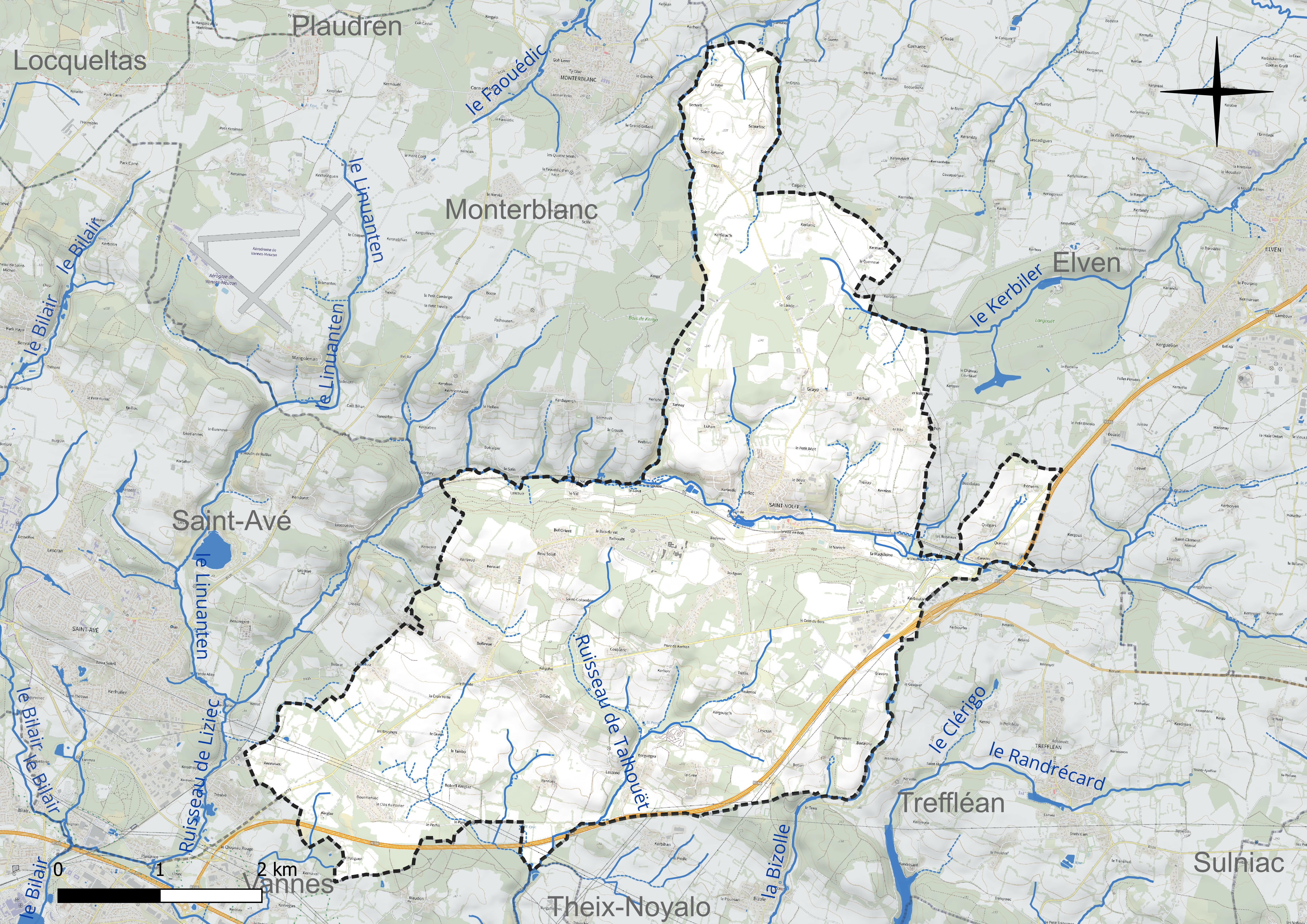
Réseau hydrographique de Saint-Nolff.

### Climat
Pour des articles plus généraux, voir Climat de la Bretagne et Climat du Morbihan.
En 2010, le climat de la commune est de type climat océanique franc, selon une étude du CNRS s'appuyant sur une série de données couvrant la période 1971-2000. En 2020, Météo-France publie une typologie des climats de la France métropolitaine dans laquelle la commune est exposée à un climat océanique et est dans la région climatique  Bretagne orientale et méridionale, Pays nantais, Vendée, caractérisée par une faible pluviométrie en été et une bonne insolation. Parallèlement l'observatoire de l'environnement en Bretagne publie en 2020 un zonage climatique de la région Bretagne, s'appuyant sur des données de Météo-France de 2009. La commune est, selon ce zonage, dans la zone « Intérieur  », exposée à un climat médian, à dominante océanique.  
Pour la période 1971-2000, la température annuelle moyenne est de 11,6 °C, avec une amplitude thermique annuelle de 12 °C. Le cumul annuel moyen de précipitations est de 952 mm, avec 13,6 jours de précipitations en janvier et 6,9 jours en juillet. Pour la période 1991-2020, la température moyenne annuelle observée sur la station météorologique la plus proche, située sur la commune de Saint-Avé à 6 km à vol d'oiseau, est de 12,9 °C et le cumul annuel moyen de précipitations est de 1 034,4 mm,. Pour l'avenir, les paramètres climatiques de la commune estimés pour 2050 selon différents scénarios d’émission de gaz à effet de serre sont consultables sur un site dédié publié par Météo-France en novembre 2022.

### Voies de communication et transports
Le territoire de la commune, proche de la ville de Vannes (de son nom gallo-romain Darioritum, fondée au Ier siècle av. J.-C.) était traversé par la voie romaine de Vannes à Rieux selon un tracé proche de l'actuelle D775. La D775, ancienne route de Rennes, traverse donc le territoire communal d'est en ouest. Mais la commune est également desservie par la N166, qui longe la frontière entre Saint-Nolff et Treffléan, via la sortie de la zone d'activités de Kerboulard.
La commune est aussi traversée par la voie ferrée de Savenay à Landerneau depuis sa mise en service dans les années 1860. D'anciens postes de passage à niveau réhabilités sont encore visibles à ce jour. La commune n'est pas desservie par le train.
La société de transports vannetaise Kicéo assure des liaisons en bus :
- par la ligne 8, du lundi au samedi, au moins une fois par heure. Cette ligne a pour terminus le bourg et dessert le long de la D135 les quartiers de Bel-Orient, Keravel, Bellevue.
- par la ligne 20 dite "périurbaine", moins régulière, séparant son tracé de celui de la ligne 8 à Bellevue pour desservir Kerboulard le long de la D775 avant de relier la commune d'Elven.

D'autres lignes de car scolaires assurent les liaisons vers les collèges et lycées extérieurs, de petites lignes locales desservent les écoles de la commune.

## Urbanisme

### Typologie
Au 1er janvier 2024, Saint-Nolff est catégorisée commune rurale à habitat dispersé, selon la nouvelle grille communale de densité à sept niveaux définie par l'Insee en 2022.
Elle appartient à l'unité urbaine de Saint-Nolff, une unité urbaine monocommunale constituant une ville isolée,. Par ailleurs la commune fait partie de l'aire d'attraction de Vannes, dont elle est une commune de la couronne,. Cette aire, qui regroupe 47 communes, est catégorisée dans les aires de 50 000 à moins de 200 000 habitants,.

### Occupation des sols

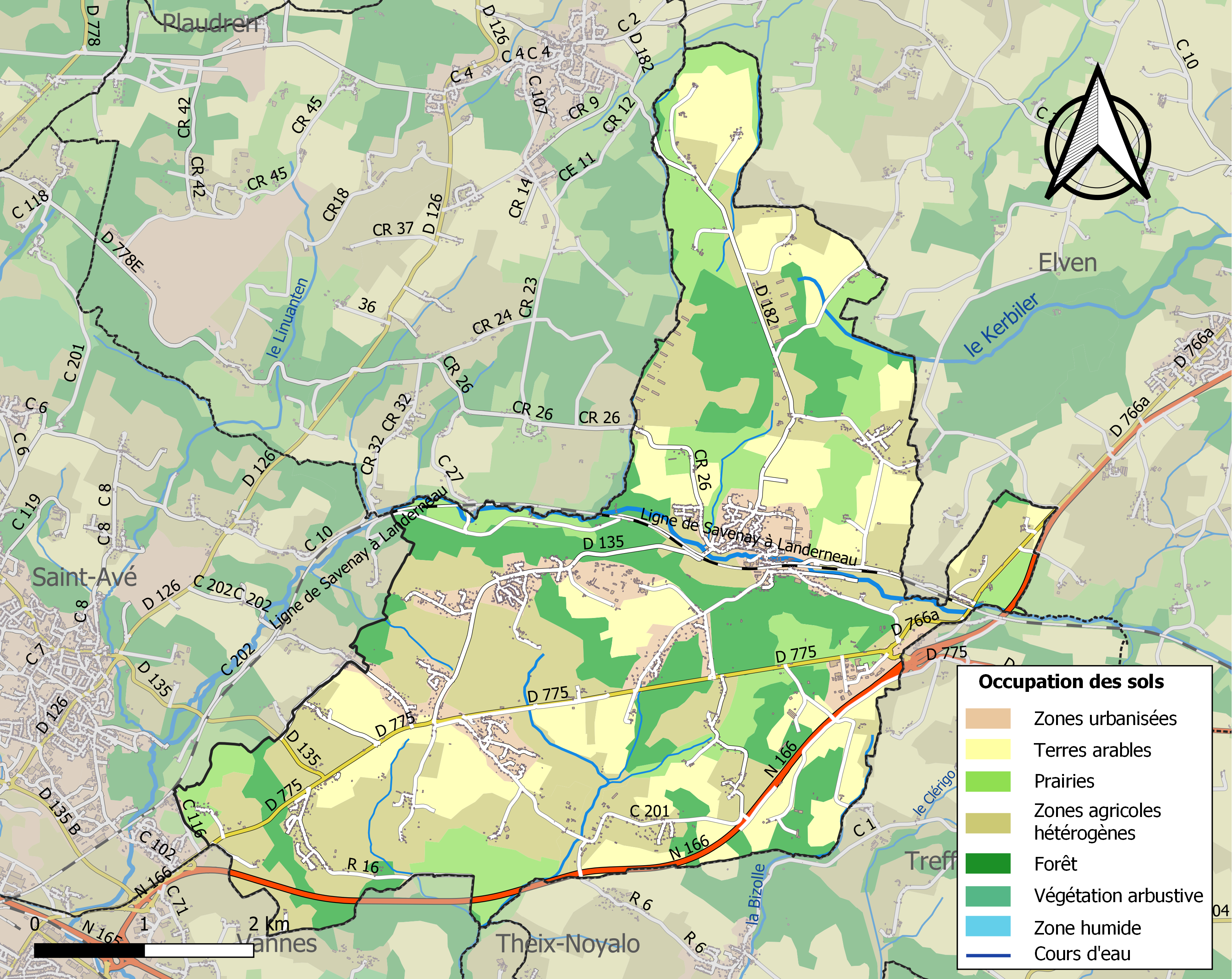
Carte des infrastructures et de l'occupation des sols de la commune en 2018 (CLC).

Le tableau ci-dessous présente l'occupation des sols de la commune en 2018, telle qu'elle ressort de la base de données européenne d’occupation biophysique des sols Corine Land Cover (CLC).
| Type d’occupation                                                                   | Pourcentage | Superficie (en hectares) |
| ----------------------------------------------------------------------------------- | ----------- | ------------------------ |
| Tissu urbain discontinu                                                             | 7,8 %       | 202                      |
| Zones industrielles ou commerciales et installations publiques                      | 1,0 %       | 25                       |
| Terres arables hors périmètres d'irrigation                                         | 20,9 %      | 542                      |
| Prairies et autres surfaces toujours en herbe                                       | 14,8 %      | 384                      |
| Systèmes culturaux et parcellaires complexes                                        | 33,5 %      | 870                      |
| Surfaces essentiellement agricoles interrompues par des espaces naturels importants | 1,7 %       | 43                       |
| Forêts de feuillus                                                                  | 15,1 %      | 393                      |
| Forêts mélangées                                                                    | 5,3 %       | 138                      |
| Source : Corine Land Cover                                                          |             |                          |

## Histoire
La plus ancienne trace d'occupation de la commune date du Ve siècle av. J.-C.
La plus ancienne mention de Saint-Nolff remonte à un document de 1375. Le Moyen Âge voit l'affirmation de deux grandes familles : les Kerboulard et les Gourvinec.
Les XVIe et XVIIe siècles voient la construction de nombreux bâtiments religieux, notamment les chapelles Sainte-Anne, Saint-Aman et Saint-Colomban, ainsi que l'église Saint-Mayeul dans le bourg. La paroisse est érigée en commune en 1790.
En 1868, le village de Meudon, qui dépendait autrefois de la commune de Saint-Nolff, demande et obtient son rattachement à Vannes.

## Politique et administration

### Liste des maires
| Période                                  | Période          | Identité                 | Étiquette     | Qualité |
| ---------------------------------------- | ---------------- | ------------------------ | ------------- | --- |
| Les données manquantes sont à compléter. |                  |                          |               | |
| avant 1931                               | après 1936       | Jean Gachet              | URD           | Conseiller général d'Elven (1919 → 1940)                                                                       |
| 1955                                     | 1960 (décès)     | Julien Tatard            |               | |
| 1960                                     | mars 1971        | Eugène Jubin (1926-2004) |               | Cultivateur, ancien adjoint au maire                                                                           |
| mars 1971                                | mars 1977        | Alain Sellin             |               | |
| mars 1977                                | mai 1988 (décès) | Jean Humbersot           | DVD           | Dessinateur industriel                                                                                         |
| mai 1988                                 | mars 1989        | Joseph Camenen           |               | Exploitant agricole                                                                                            |
| mars 1989                                | juin 1995        | Jacques Tessier          |               | Conseiller d'entreprise                                                                                        |
| juin 1995                                | mars 2014        | Joël Labbé               | DVG puis EELV | Assistant technique de laboratoire Sénateur du Morbihan (2011 → 2023) Conseiller général d'Elven (2001 → 2011) |
| mars 2014 Réélue en 2020                 | En cours         | Nadine Le Goff-Carnec    | SE            | Contrôleur principal des Finances publiques                                                                    |

L'ancien maire de la commune, Joël Labbé, a été en 2005 à l'origine d'un arrêté anti-OGM, interdisant toute culture d'OGM sur le territoire de la commune. L'arrêté a été invalidé par le tribunal administratif de Rennes.
La municipalité est membre des « communes du monde » depuis 1997 ; elle s'est lancée en 2005 dans un agenda 21, qui a été reconnu par l'État en 2007 pour la qualité de la démarche, sa sincérité et la présence réelle d'un fond, à la différence de bien d'autres qui utilisent le développement durable comme une façade.
L'agenda 21 local de Saint-Nolff permet une bonne prise en compte des dimensions environnementales et sociales, ainsi qu'une participation citoyenne exemplaire, avec notamment la création en 2007 d'un comité de pilotage participatif. Le degré de participation va donc jusqu'à la codécision.
De nombreux projets et toute une réflexion sur l'avenir voient le jour avec cette démarche.
En 2014, l'élection municipale oppose Marie-Laurence Leray, adjointe aux finances du précédent conseil municipal, soutenue par Joël Labbé, et Nadine Le Goff-Carnec, élue de l'opposition depuis 2008. C'est la candidate de l'opposition qui remporta l'élection avec 52,76 % des suffrages.

### Jumelage
Saint-Nolff est jumelée avec Pedrajas de San Esteban, ville de la province de Valladolid en Espagne.

## Démographie
L'évolution du nombre d'habitants est connue à travers les recensements de la population effectués dans la commune depuis 1793. Pour les communes de moins de 10 000 habitants, une enquête de recensement portant sur toute la population est réalisée tous les cinq ans, les populations de référence des années intermédiaires étant quant à elles estimées par interpolation ou extrapolation. Pour la commune, le premier recensement exhaustif entrant dans le cadre du nouveau dispositif a été réalisé en 2008.

En 2022, la commune comptait 3 952 habitants, en évolution de +6,27 % par rapport à 2016 (Morbihan : +3,82 %, France hors Mayotte : +2,11 %).
| 1793  | 1800  | 1806  | 1821  | 1831  | 1836  | 1841  | 1846  | 1851  |
| ----- | ----- | ----- | ----- | ----- | ----- | ----- | ----- | ----- |
| 1 227 | 1 202 | 1 008 | 1 078 | 1 121 | 1 183 | 1 216 | 1 278 | 1 282 |

| 1856  | 1861  | 1866  | 1872  | 1876  | 1881  | 1886  | 1891  | 1896  |
| ----- | ----- | ----- | ----- | ----- | ----- | ----- | ----- | ----- |
| 1 274 | 1 311 | 1 354 | 1 230 | 1 310 | 1 325 | 1 329 | 1 338 | 1 315 |

| 1901  | 1906  | 1911  | 1921  | 1926  | 1931  | 1936  | 1946  | 1954  |
| ----- | ----- | ----- | ----- | ----- | ----- | ----- | ----- | ----- |
| 1 269 | 1 269 | 1 296 | 1 135 | 1 146 | 1 117 | 1 110 | 1 128 | 1 082 |

| 1962  | 1968  | 1975  | 1982  | 1990  | 1999  | 2006  | 2008  | 2013  |
| ----- | ----- | ----- | ----- | ----- | ----- | ----- | ----- | ----- |
| 1 017 | 1 082 | 1 830 | 2 537 | 3 270 | 3 300 | 3 564 | 3 641 | 3 665 |

| 2018  | 2022  | - | - | - | - | - | - | - |
| ----- | ----- | - | - | - | - | - | - | - |
| 3 838 | 3 952 | - | - | - | - | - | - | - |

## Économie
Une société, basée à Saint-Nolff, fabrique et commercialise des produits écologiques, diffusés dans toute la France.

## Enseignement

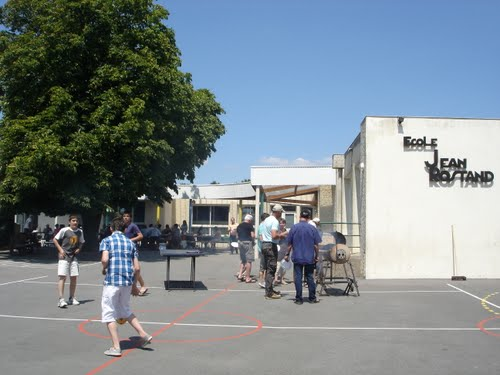
École Jean-Rostand à la fête du quartier de Dilliec.

Saint-Nolff possède 3 écoles primaires: 2 écoles publiques et une école privée.
| Nom                | Type d'école   | Localisation         | Construction                          |
| ------------------ | -------------- | -------------------- | ------------------------------------- |
| École Lucien Paye  | École publique | Bourg de Saint-Nolff | Avant le XXe siècle                   |
| École Jean Rostand | École publique | Dilliec              | 1910 après de long débats depuis 1876 |
| École Saint-Joseph | École privée   | Bourg de Saint-Nolff |                                       |

## Culture et patrimoine

### Lieux et monuments

#### Église Saint-Mayeul

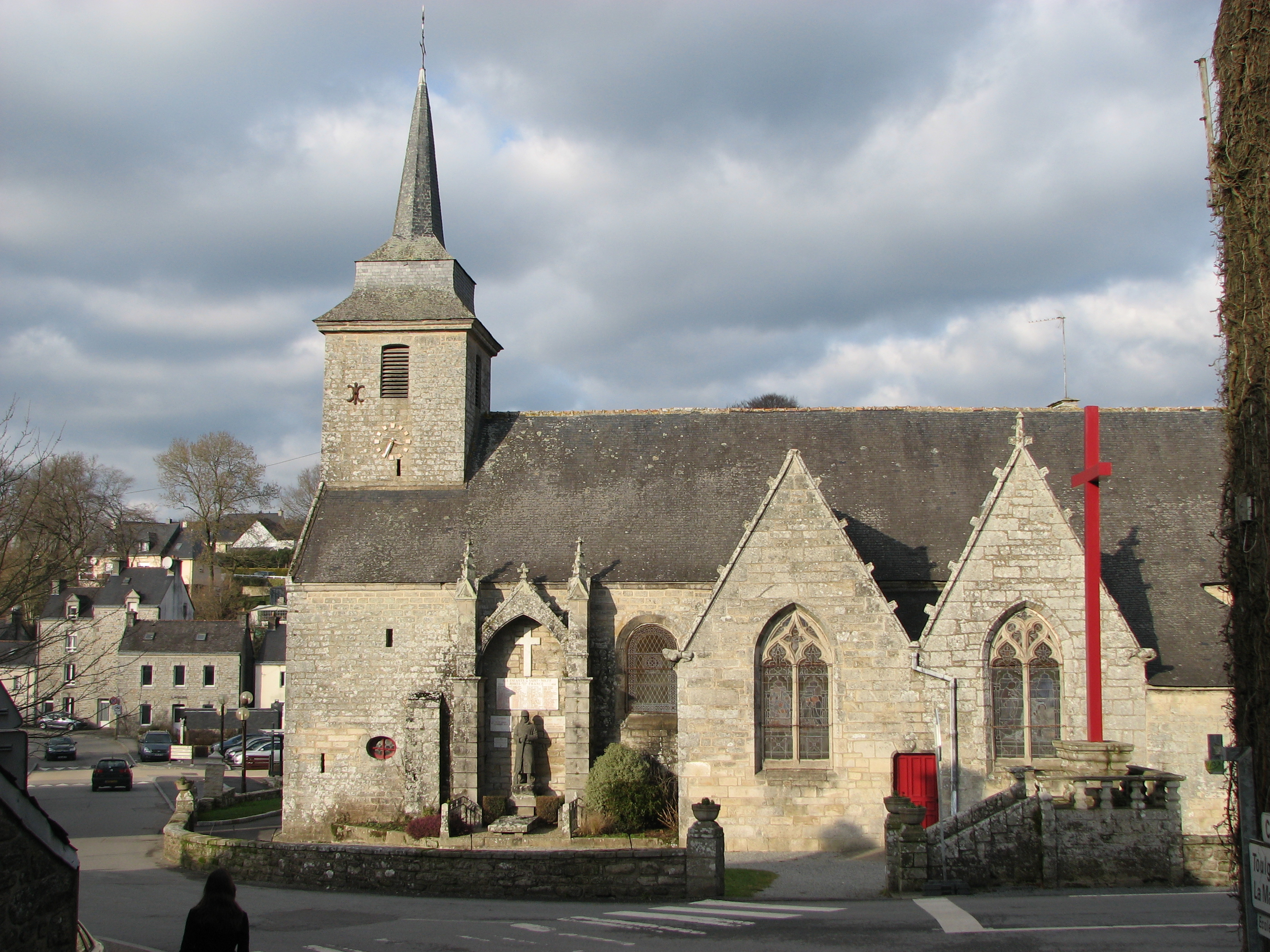
L'église Saint-Mayeul.

L'église Saint-Mayeul a été construite au XVIe siècle, elle a été restaurée au XVIIe siècle, puis remaniée au XIXe siècle.

#### Chapelle Sainte-Anne

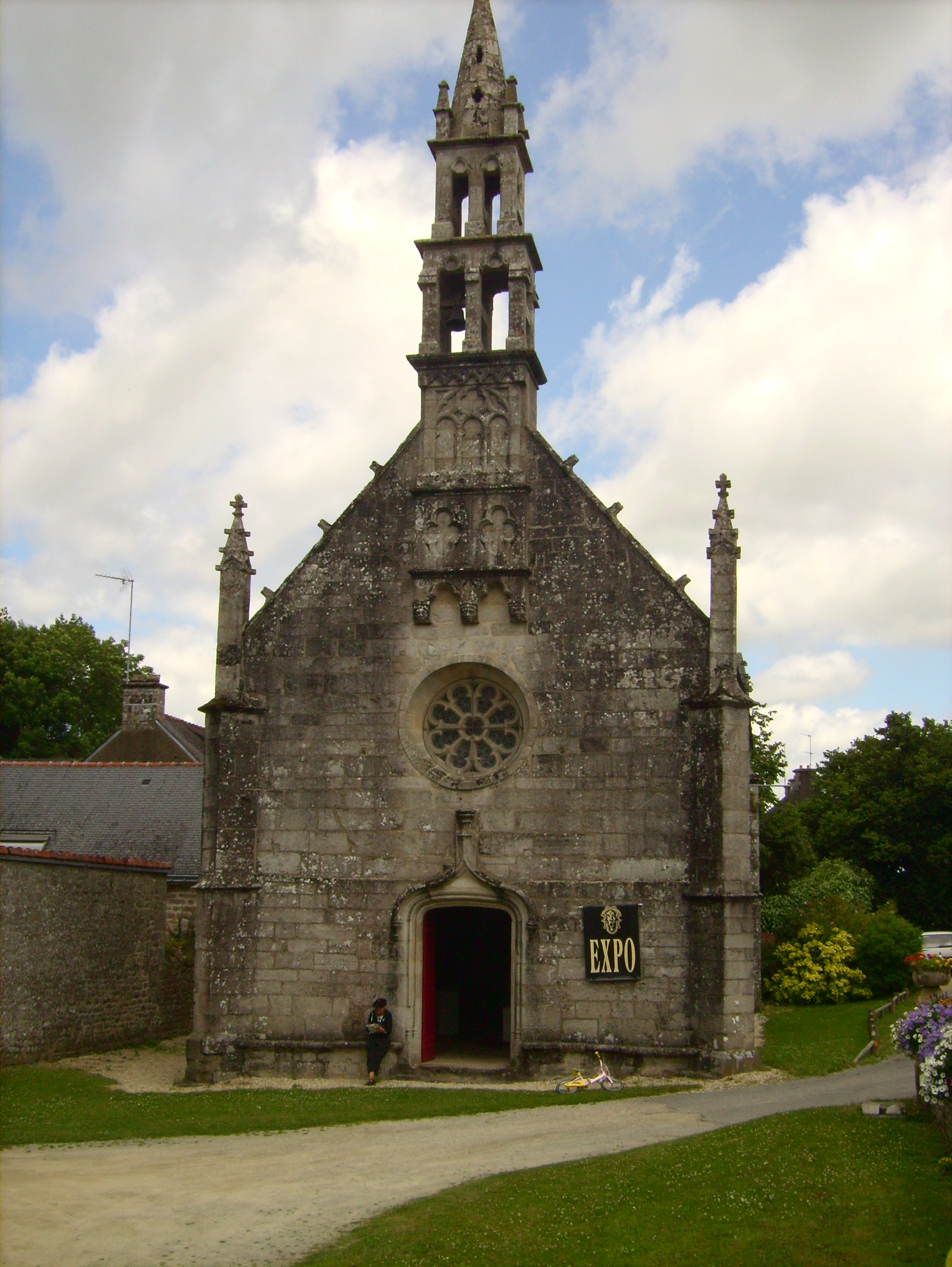
Façade de la chapelle Sainte-Anne.

La chapelle Sainte-Anne de Saint-Nolff a été construite en 1493 par Olivier de Gourvinec, à proximité immédiate de l'église Saint-Mayeul dans le bourg. À noter : une statue classée de sainte Anne du XVIe siècle conservée au presbytère et la présence inhabituelle de fleurs de lys dans les meneaux des fenêtres et sur les vitraux, à une époque où la Bretagne est encore indépendante (Union de la Bretagne à la France en 1532).

#### Chapelle Saint-Aman (ou Saint-Amand)
Cette chapelle a été édifiée en 1528 par Bertrand de Quifistre, recteur de l'époque et seigneur de Kerlo, puis remaniée en 1684 et restaurée au XXe siècle. On y trouve une magnifique Vierge à l'Enfant polychrome. La chapelle a été nommée en l'honneur de saint Aman, évêque de Vannes au VIe siècle.

#### Chapelle Saint-Colomban
La chapelle Saint-Colomban fut vraisemblablement construite au début du XVIe siècle puis profondément remaniée au XVIIe. Cette chapelle porte le nom de saint Colomban de Luxeuil, moine irlandais du VIe siècle qui évangélisa la France, l'Allemagne, la Suisse, l'Autriche et l'Italie. Lors de son périple, il débarqua à Saint-Coulomb, près de Saint-Malo.

#### Moulin du Gourvinec

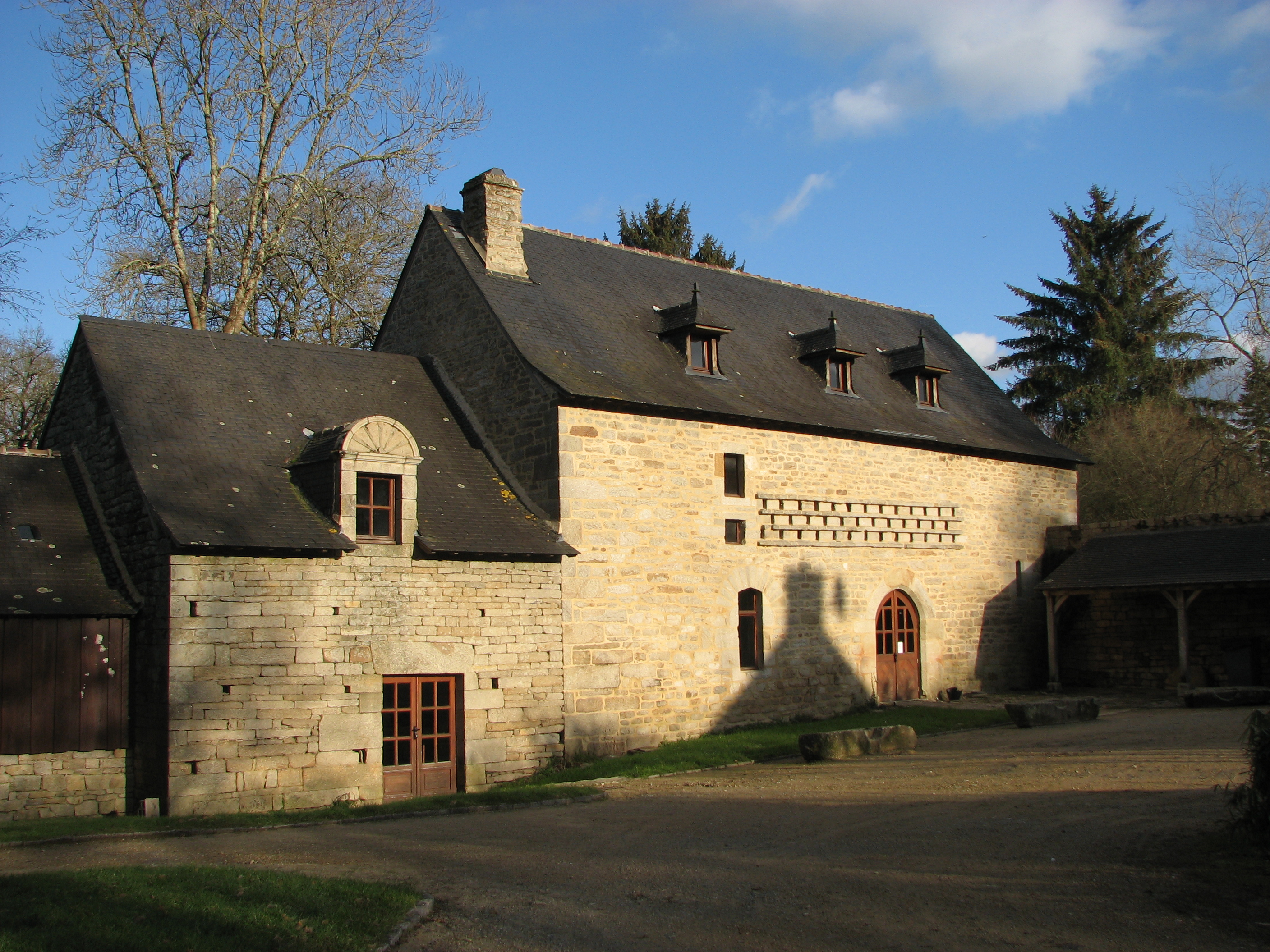
Moulin du Gourvinec.

Ce moulin fut construit par la famille de Gourvinec, seigneurs du Bézit. La première mention de ce moulin date de 1503. Trois roues sont actionnées par la rivière Condat, afin de transformer le blé en farine. En 1930, il sera transformé en scierie, activité qui s'achèvera en 1951. Un temps utilisé comme élevage de volailles, il sera racheté par la commune en 1989, qui en a assuré la restauration.

#### Manoir de Kerboulard

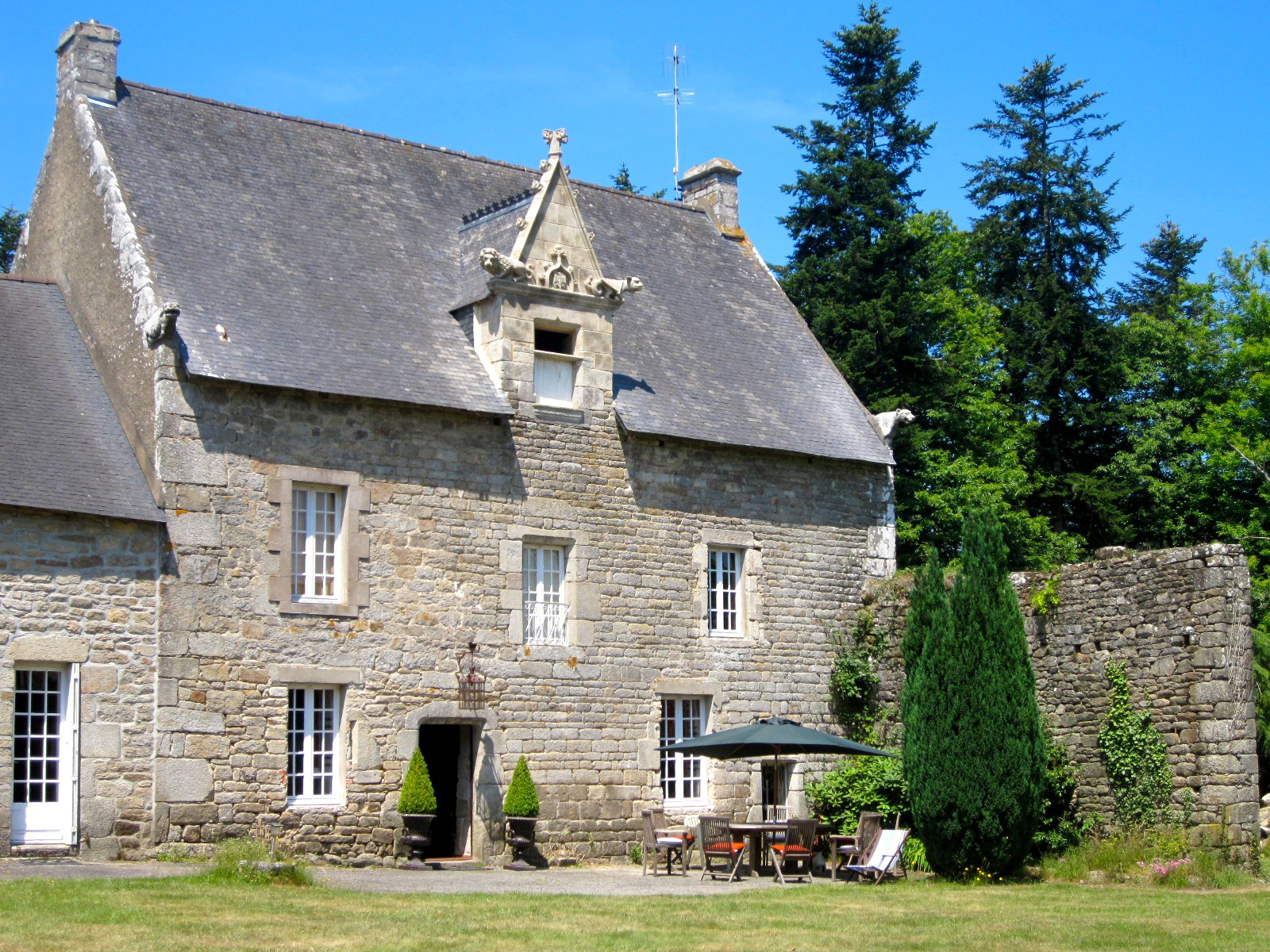
Le manoir de Kerboulard.

### Vie culturelle
- La Fête du bruit dans Landerneau tient une édition à Saint-Nolff depuis 2018
- Le festival de Saint-Nolff, organisé par l'association Au Coin du Bois, s'est tenu dans la commune de 1997 à 2011[32].
- Le festival de metal extrême Motocultor Festival, s'y est tenu de 2013 à 2022[33].
- Mamm Douar, depuis 2013, un rassemblement festif et militant.

### Hameaux du Sud de Saint-Nolff
Dilliec et Lesteno sont deux petits hameaux boisés de Saint-Nolff. L'école présente à cet endroit est l'école Jean-Rostand. Elle fut construite en 1911 après de nombreux débats dès les années 1840. Elle permet alors, alors que l'instruction devient obligatoire, un accès à l'éducation pour les autres hameaux du sud de Saint-Nolff que sont Rannuec, la Grée, Cosquéric, le Tanibo, Le-Boterff...
En 2011, l'école Jean-Rostand a fêté ses 100 ans.

### Héraldique
|  | Les armoiries de Saint-Nolff se blasonnent ainsi : Vairé d'or et de sable ; au franc-canton de gueules à l'aigle d'argent, becqué, membré et lampassé d'or. (Le champ est du Gourvinec, et le canton de Kerboulard) Conc: J-Cl Renaud. |

## Personnalités liées à la commune
- Joseph-Marie Le Mené (1831-1923), prêtre et historien, est né à Saint-Nolff.
- Joël Labbé, ancien maire de la commune, sénateur